# Université médicale Chhatrapati Shahuji Maharaj
L'université médicale Chhatrapati Shahuji Maharaj ou université médicale du roi George  (en hindi : छत्रपति शाहूजी महाराज आयुर्विज्ञान विश्वविद्यालय) est une université de médecine située à Lucknow dans l’État de l’Uttar Pradesh.

## Nom
le nom de l'université est l'objet d'une vive controverse entre le Bahujan Samaj Party et le Samajwadi Party, chacun changeant le nom quand il accède au pouvoir.

Quand le parti Samajwadi gagne les élections de l'État de l'Uttar Pradesh en 2012, il renomme l'université en Université médicale du Roi George.